# Jehschen
Jehschen, niedersorbisch Jažyn, ist ein Wohnplatz der Stadt Vetschau/Spreewald im Landkreis Oberspreewald-Lausitz in Brandenburg. Bis zum 26. Oktober 2003 war das Dorf ein Ortsteil der damaligen Gemeinde Missen. Jehschen gehört zum amtlichen Siedlungsgebiet der Sorben/Wenden.

## Lage
Die Siedlung Jehschen liegt in der Niederlausitz, etwa sechs Kilometer südlich von Vetschau. Umliegende Ortschaften sind Repten im Norden, Tornitz im Osten, Missen im Süden, Gahlen im Südwesten, die Stadt Calau im Westen sowie Bolschwitz und Erlenau im Nordwesten.
Jehschen liegt an einem Abzweig westlich der Landesstraße L 525. Nördlich verläuft die Bahnstrecke Halle–Cottbus. Das Vetschauer Mühlenfließ fließt durch den Ort.

## Geschichte
Jehschen wurde erstmals im Jahr 1495 mit dem Namen Geschen urkundlich erwähnt. Der Ortsname ist von dem altsorbischen Wort jesch für Igel abgeleitet. Entweder bedeutet der Ortsname Ort, wo es Igel gibt oder er ist von dem Personennamen Jesch abgeleitet. Jehschen war ursprünglich eine Kolonie des Ortes Missen.
Im Jahr 1844 verfügte Jehschen über eine Wind- und eine Wassermühle. Damals gab es im Ort 14 Wohngebäude mit 86 Einwohnern. 1867 gab es nur noch die Wassermühle, das Dorf hatte zu dieser Zeit 73 Einwohner in acht Gebäuden. Arnošt Muka zählte für seine Statistik über die sorbische Bevölkerung in der Lausitz in Jehschen keine sorbischsprachigen Einwohner.
Nach dem Wiener Kongress 1815 ging die zuvor sächsische Niederlausitz an das Königreich Preußen über. Bei der Kreisneubildung 1816 kam Jehschen an den Landkreis Calau. Am 1. Januar 1928 wurde Jehschen nach Missen eingemeindet. Am 25. Juli 1952 wurde das Dorf dem Kreis Calau im Bezirk Cottbus zugeordnet. Nach der Wende wurde der Kreis Calau in Landkreis Calau umbenannt, nach der brandenburgischen Kreisreform im Dezember 1993 kam Jehschen zum Landkreis Oberspreewald-Lausitz. Am 26. Oktober 2003 wurde die Gemeinde Missen mit ihren Ortsteilen Gahlen und Jehschen nach Vetschau/Spreewald eingemeindet.

## Einwohnerentwicklung
| 1875 | 62 | 1910 | 60 |
| 1890 | 69 | 1925 | 58 |